# Baranów (gmina w województwie lubelskim)
Baranów (do 1933 gmina Wola Czołnowska; 1933-54 gmina Baranów nad Wieprzem) – gmina wiejska w województwie lubelskim, w powiecie puławskim. W latach 1975–1998 gmina położona była w województwie lubelskim.
Siedzibą władz gminy jest osada Baranów.
Według danych z 30 czerwca 2004 gminę zamieszkiwało 4241 osób.

## Historia
Za czasów Królestwa Polskiego gmina Baranów należała do powiatu nowoaleksandryjskiego w guberni lubelskiej. 31 maja 1870 do gminy przyłączono pozbawiony praw miejskich Baranów. Następnie gmina została przemianowana na gmina Wola Czołnowska, lecz już w 1880 roku nazwę zmieniono z powrotem na Baranów w związku z przeniesieniem urzędu gminnego. Nazwę gminy zmieniono jeszcze raz na Wola Czołnowska, lecz z dniem 2 stycznia restytuowano nazwę gmina Baranów nad Wieprzem.

## O Baranowie w znanych dziełach
- – Całkiem inaczej by ta bitwa poszła – mówił – żeby nie to, żem właśnie poprzedzającego dnia do Baranowa, do tamtejszego kanonika, odjechał, i Czarniecki nie wiedząc, gdzie jestem, poradzić się mnie nie mógł. Może też i Szwedzi o owym kanoniku zasłyszeli, bo u niego miody przednie, i niebawem pod Gołąb podeszli. Gdym wrócił, było już za późno, król nastąpił i zaraz trzeba było uderzać. Poszliśmy jako w dym, ale cóż, kiedy pospolitacy wolą w ten sposób kontempt[38] nieprzyjacielowi okazywać, że się tyłem do niego odwracają. Nie wiem, jako sobie teraz Czarniecki da rady beze mnie! – rozmowa Zagłoby z Wołodyjowskim – Henryk Sienkiewicz, Potop

- O tym, że mowa o Gołębiu położonym niedaleko od Baranowa wspomniano wcześniej – Na koniec dopadli go pod Gołębiem, niedaleko ujścia Wieprza do Wisły. Henryk Sienkiewicz, Potop

## Struktura powierzchni
Według danych z roku 2002 gmina Baranów ma obszar 85,03 km², w tym:
- użytki rolne: 69%
- użytki leśne: 21%

Gmina stanowi 9,11% powierzchni powiatu.

## Demografia

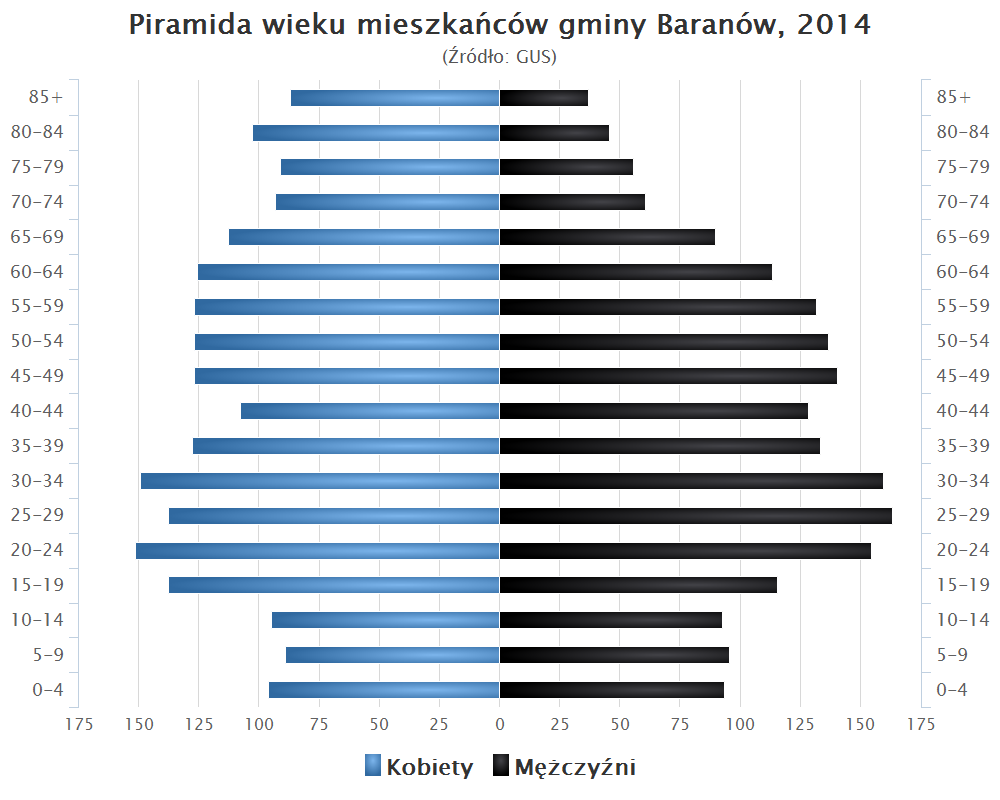
Piramida wieku mieszkańców gminy Baranów w 2014 roku

Dane z 30 czerwca 2004:
| Opis                              | Ogółem | Ogółem | Kobiety | Kobiety | Mężczyźni | Mężczyźni |
| --------------------------------- | ------ | ------ | ------- | ------- | --------- | --------- |
| Jednostka                         | osób   | %      | osób    | %       | osób      | %         |
| Populacja                         | 4241   | 100    | 2182    | 51,5    | 2059      | 48,5      |
| Gęstość zaludnienia [mieszk./km²] | 49,9   | 49,9   | 25,7    | 25,7    | 24,2      | 24,2      |

## Sołectwa
Czołna, Dębczyna, Gródek, Huta, Karczunek, Klin, Kozioł, Łukawica, Łukawka, Łysa Góra, Motoga, Niwa, Nowomichowska, Pogonów, Składów, Śniadówka, Wola Czołnowska, Zagóźdź

## Sąsiednie gminy
Abramów, Jeziorzany, Michów, Ułęż, Żyrzyn